# Spoleto
Spoleto olasz város Olaszországban, Umbriában, Perugia megyében. A Spoleto-Norciai főegyházmegye érseki székvárosa.

## Fekvése
Az Appenninek hegyei között, a Monteluco hegy lábánál települt. Mezőgazdasági és kereskedelmi központ; a környékén magaslati üdülőhelyekkel.

## Története
Kr. e. 241-ben Spoletium néven már város volt.
570–1155 között egy (többször felosztott) lombard hercegség központja volt.
1198-tól Itália egyesítéséig a pápai államhoz tartozott.
1881 óta város; érseki székhely.

## Látnivalók
Sok műemlék:
- római kori színház,
- amfiteátrum,
- Drusus-diadalív (i. sz. 24.),
- régi lakóházak romjai,
- dóm (12. századi, a 17. században átépítették),
- Fra Filippo Lippi sírja,
- San Gregorio Maggiore-templom (1146-ban szentelték föl, a 14. században átépítették),
- San Niccolò-templom és -kolostor (a fesztivál színhelye),
- Sant’Eufemia-bazilika (12. század)
- Rocca (erőd, 14. század),
- Ponte delle Torni (Tornyos-híd, a 14. században alakították egykori római vízvezetékből gyaloghíddá, 230 m hosszú, 81 m magas).

Jelentős képzőművészeti kiállítások (Városi Múzeum).
Nemzetközi színházi, opera-, film- és zenei fesztivál.

## Érdekesség
A városban forgatták Terence Hill Don Matteo című tévésorozatának jeleneteit a 9-13. évadban, amelyben a Sant’Eufemia-bazilikát is láthatjuk.

## Testvérvárosok
- Charleston, Dél-Karolina, USA

## Galéria

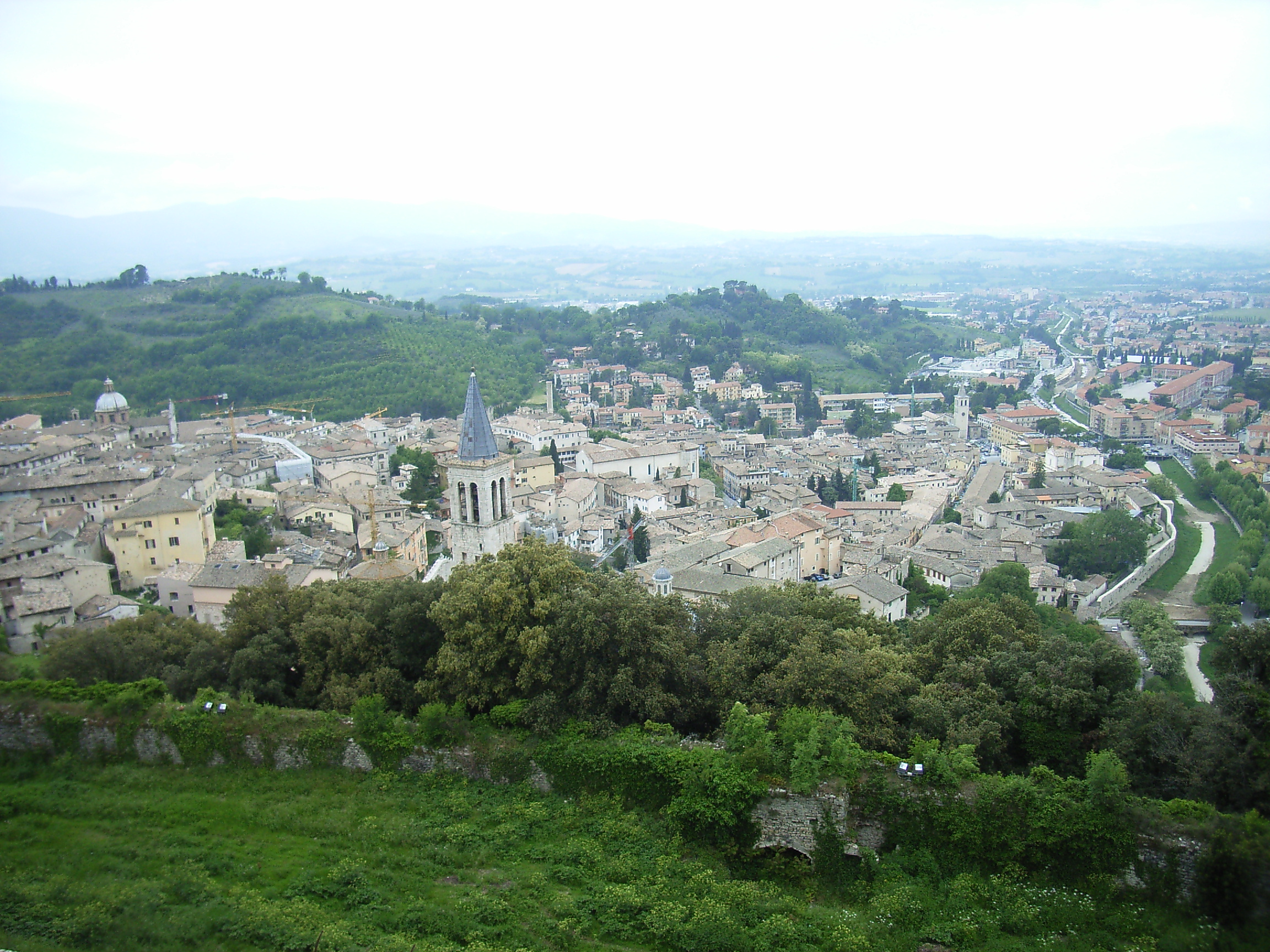
Spoleto látképe
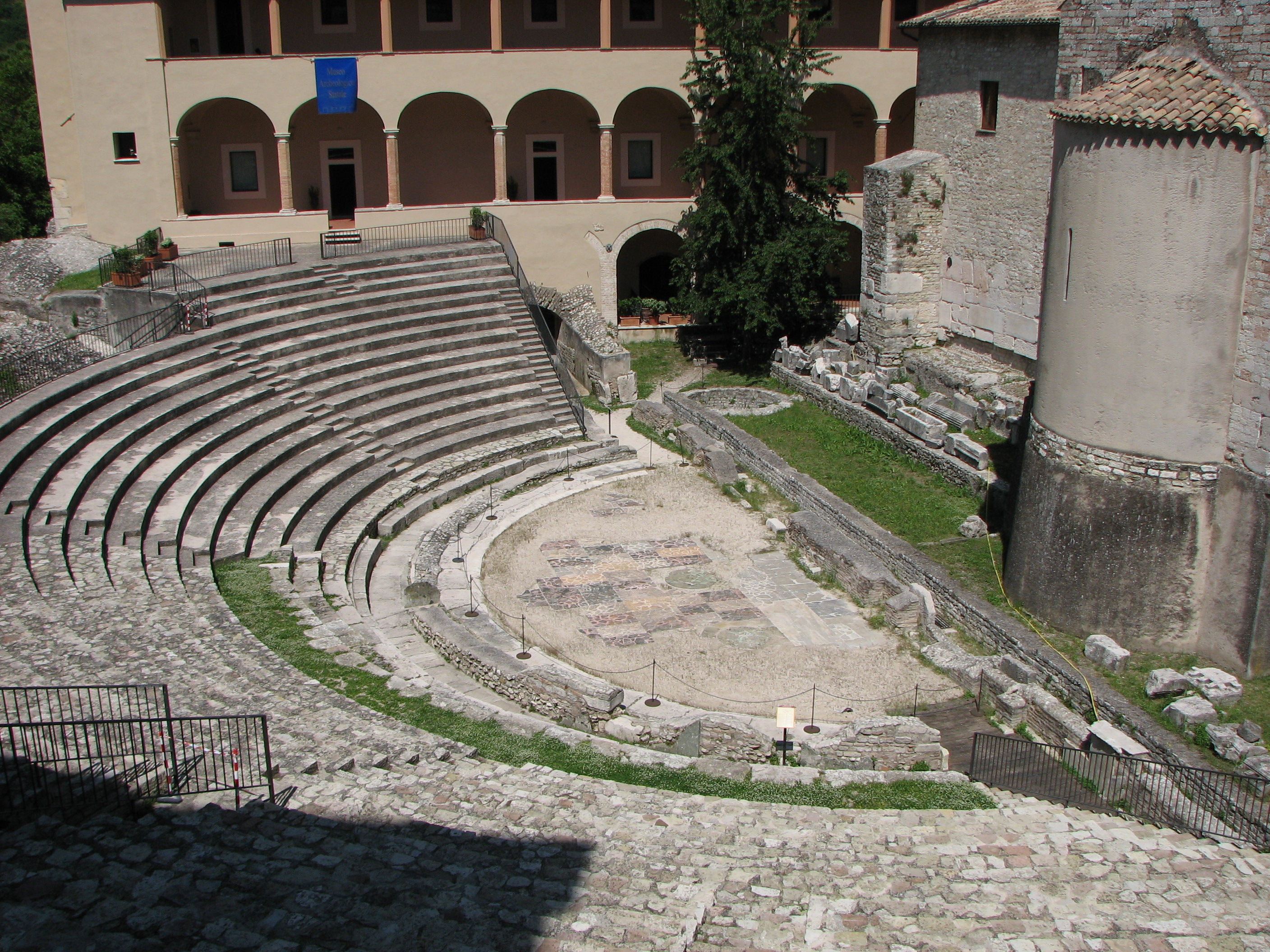
Római színház
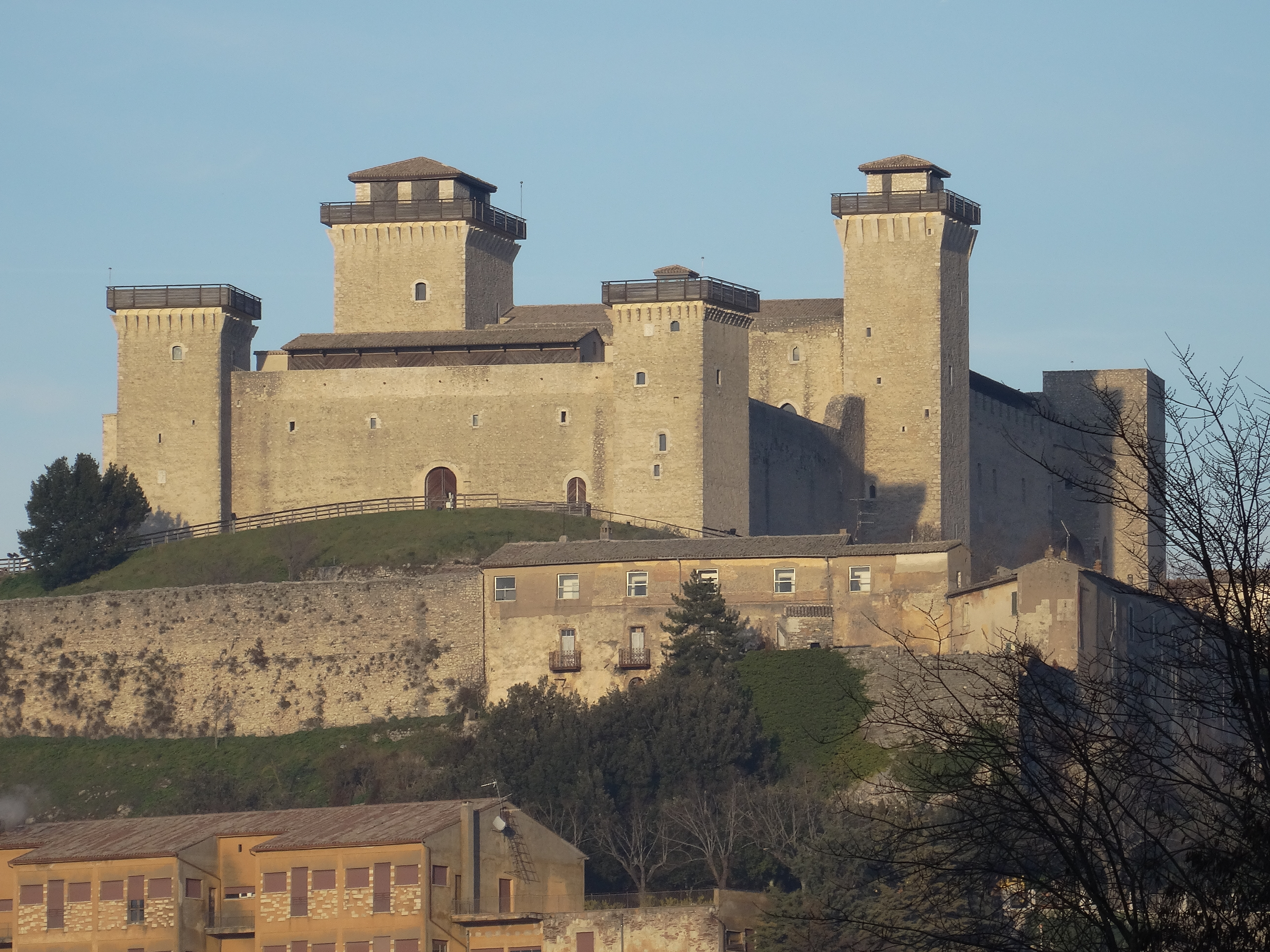
A spoletói vár